# Métodos de datación en arqueología
Los métodos de datación en arqueología son todos aquellos métodos y técnicas a los que recurre la arqueología para datar un objeto o un artefacto provenientes de un yacimiento, o también incluso para determinar la antigüedad del yacimiento en su conjunto.

## Métodos relativos y métodos absolutos
Las formas para ubicar un fenómeno en el tiempo suelen ser de dos tipos: estableciendo relaciones del tipo "más moderno que" o "contemporáneo a"; o haciendo referencia a fechas de calendario. A la primera forma se la llama «datación relativa», con este sistema no interesa el momento exacto sino el orden en que se dieron los acontecimientos. El segundo sistema es mucho más preciso, consiste en calcular la edad real (aunque con un margen de error posible) y se llama «datación cronométrica» o «datación absoluta».

## Historia de las técnicas de datación
Los sistemas para fechar restos se desarrollaron a principios del siglo XX y en la actualidad no hay ningún método de datación universal pues ninguno cubre toda la escala temporal de los tiempos y ninguno de ellos sirve para cualquier tipo de material. Uno de los métodos más conocidos es el del Carbono 14 (C-14) que fue mejorado con la técnica AMS (Accelerator Mass Spectrometry o en español Acelerador de Espectrometría de Masas) que puede llegar a alcanzar hasta el 60.000 antes de nuestra era.

## Otras técnicas utilizadas
- Datación por termoluminiscencia (TL)
- ESR (electron spin resonance, en español: «barrido de resonancia electrónica»)